# Stay With Me Tonight
Stay With Me Tonight là đĩa đơn ra mắt tại Nhật Bản của nhóm nhạc nam đến từ Hàn Quốc TVXQ dưới tên Tohoshinki. Phát hành ngày 27 tháng 4 năm 2005 bởi Rhythm Zone, ca khúc được sáng tác bởi Kei Haneoka, do Yoshimitsu Sawamoto và Mai Osanai chắp bút, Maestro T. Taishi Fukuyama phối khí, và Masaya Wada hát phần nhạc phụ họa.
"Stay With Me Tonight" xếp hạng 37 tại Oricon Singles Chart khi bán được 10.116 bản. Ca khúc được sử dụng làm nhạc nền kết thúc của phim truyền hình Kusano Kid (草野☆キッド).

## Danh sách bài hát

### CD
| STT | Nhan đề                             | Phổ lời                         | Phổ nhạc                         | Thời lượng |
| --- | ----------------------------------- | ------------------------------- | -------------------------------- | ---------- |
| 1.  | "Stay With Me Tonight"              | Yoshimitsu Sawamoto, Mai Osanai | Kei Haneoka                      | 4:42       |
| 2.  | "Try My Love"                       | Masaya Wada, Kiyoshi Matsuo     | Masaya Wada, Sawamoto Yoshimitsu | 4:03       |
| 3.  | "Stay With Me Tonight (Less Vocal)" |                                 |                                  |            |
| 4.  | "Try My Love (Less Vocal)"          |                                 |                                  |            |

### DVD
- Stay With Me Tonight (Music Video)

## Xếp hạng
| Ngày phát hành      | Oricon chart          | Thứ hạng | Số bản tiêu thụ | Chart run |
| ------------------- | --------------------- | -------- | --------------- | --------- |
| 27 tháng 4 năm 2005 | Weekly Singles Chart  | 37       | 10.116          | 5 tuần    |
| 27 tháng 4 năm 2005 | Monthly Singles Chart | —        | 10.116          | 5 tuần    |
| 27 tháng 4 năm 2005 | Yearly Singles Chart  | —        | 10.116          | 5 tuần    |

## Ngày phát hành
| Ngày                | Quốc gia | Định dạng                   | Nhãn đĩa         |
| ------------------- | -------- | --------------------------- | ---------------- |
| 27 tháng 4 năm 2005 | Nhật Bản | CD CD+ DVD digital download | Rhythm Zone      |
| 12 tháng 5 năm 2005 | Hàn Quốc | CD CD+ DVD digital download | SM Entertainment |